# Мавзолей Абая

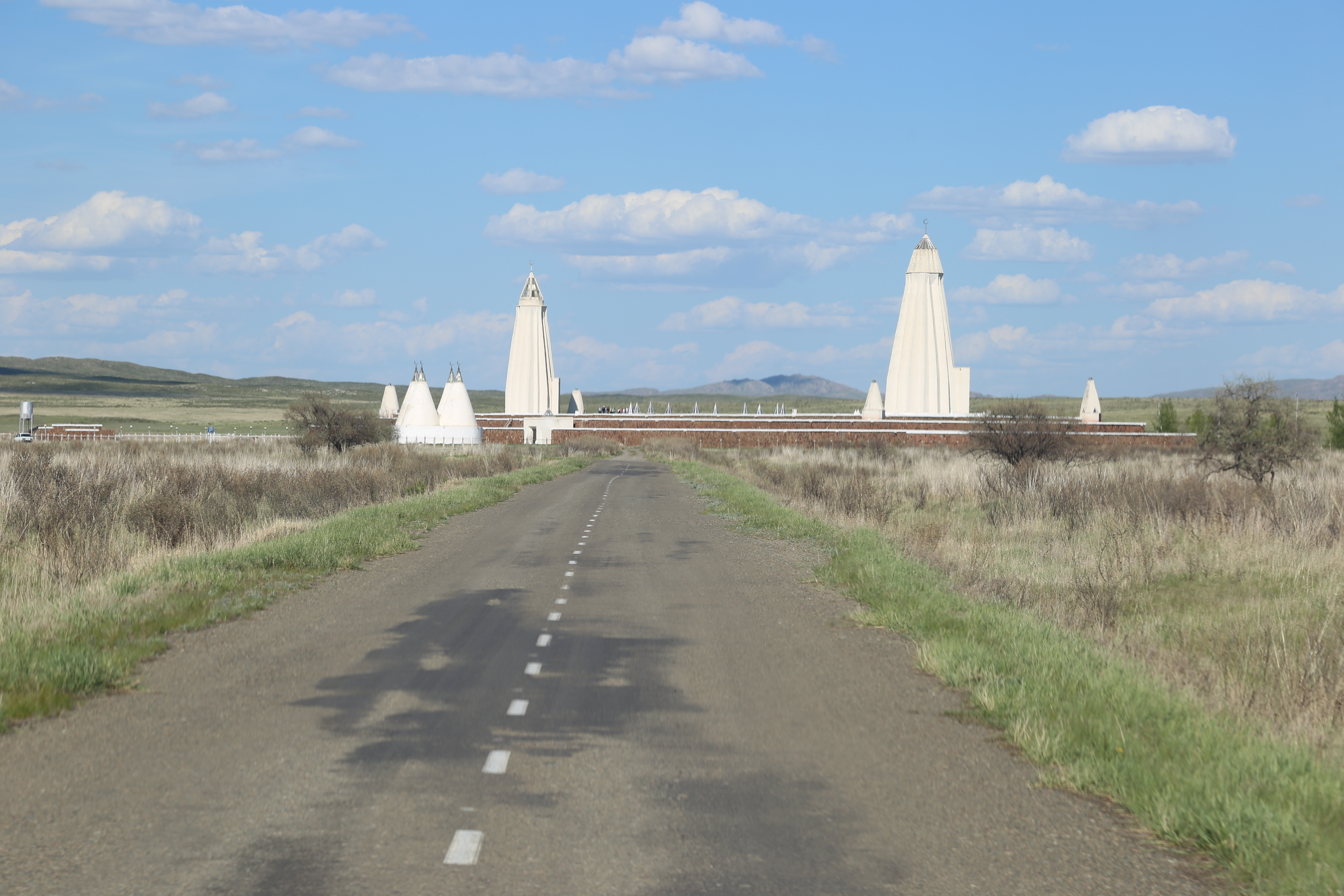
Меморіальний комплекс Абая-Шакаріма

Мавзолей Абая або Меморіальний комплекс Абая і Шакаріма — архітектурна пам'ятка у складі комплексу, спорудженого на місці поховання Абая Кунанбаєва, Шакаріма Кудайбердієва, брата Абая Оспана, Ахата (1996). Розташована в урочищі Жидебай в Абайському районі Абайської області Казахстану на території Державного історико-культурного та літературно-меморіального заповідника-музею «Жидебай-Борли». Архітектори — Бек Ібраєв, Садуакас Агитаєв, Аблай Карпиков, Євген Матвєєв. Проектувальник — Т. Єржигітов, Художник — К. Алтинбеків.
Мавзолей Абая побудований на горі. Платформа завдовжки 200 метрів, завширшки 65 метрів та заввишки 5 метрів об'єднує два поховання — Абая та Шакаріма, відстань між двома похованнями 140 метрів. Разом із Абаєм похований і його брат Оспан, а неподалік розташовані могили матері Улжан (1810—1887) та бабусі Зере (1785—1873). Ця платформа по висоті розчленована на три яруси, співвідносні з трьома рівнями Всесвіту в міфології казахів: чорний (підземний світ мертвих), червоний (світ живих), білий (небесний світ духів та Аллаха).
Мавзолеї мають баштоподібні форми, відрізняються одна від одної пластикою фасаду та завершенням куполів. Висота вежі Абая становить 32,5 метра, а вежі Шакаріма — 31,5 метра. Загальну композицію завершують чотири кутові башти, функція яких — можливість проведення казахського ритуалу здоров'я та удачі у великих духів-аруахів. Обряд розрахований на проведення ночі у спеціальному приміщенні веж, читання молитов та здійснення ритуалів.
Багатогранність бані мавзолею відображає вікові традиції зведення пам'яток (Домбаул, мавзолей Мазар Кози Корпеш і Баян Сулу, пам'ятка Мамаю Жумагулули). Під час будівництві комплексу використано черепашник з Мангистауської області.

## Інші об'єкти на території меморіального комплексу
За 1,5 км від мавзолею розташовується зимівля Абая на Жидебаї — родова садиба батька Абая Кунанбаєва. У цьому будинку Абай проводив дитинство та юність, а також прожив останні 11 років життя. Частими гостями в будинку Абая були знамениті казахські співаки та музиканти, серед яких Біржан-сал та Таттімбет. Наразі в садибі організована музейна експозиція, що носить меморіальний та етнографічний характер.
Експозиція Будинку-музею розгорнута у п'яти кімнатах та трьох залах. Значне місце займає бібліотека Абая, що складається з книг російською, арабською, перською та турецькою мовами. В експозиції збережені особисті речі поета: чорнильний прилад, триструнна домбра, інкрустований кісткою асадал (шафка для посуду), буфет, ліжко, легкий ресорний екіпаж. На фотографіях зображені часті гості Абая: засланці Н. І. Долгополов, П. Д. Лобановський, Е. П. Міхаеліс, С. З. Гросс.
Предмети домашнього побуту та меблів не тільки відтворюють обстановку, у якій жив і творив поет, а й дозволяють наочно уявити побут казахів другої половини ХІХ століття.